# Bere Azuga
Bere Azuga S.A. este o fostă companie producătoare de bere, care a încetat producția din 2009.
Compania a fost înființată în anul 1870 de către firma Grund Rădulescu & Co, sub forma unei societăți în comandită, cu o capacitate de 10.000 hectolitri/an.
Situată în Azuga, județul Prahova, compania avea in 2008 un efectiv de peste 50 angajați și producea o gamă largă de sortimente de bere, cu piața principală de desfacere în România.
În iulie 2008, Bere Azuga a achiziționat 50,002% din capitalul social al producătorului de apă minerală Perla Covasnei.
În anul 2009, compania Ursus Breweries a achiziționat de pe piața Rasdaq pachetul majoritar al Bere Azuga, pentru 7,1 milioane Euro.
Titlurile Bere Azuga se tranzacționează la categoria de bază a pieței Rasdaq, secțiunea XMBS, sub simbolul BEGY.
Fabrica avea în 2010 o capacitate de producție de 200.000 de hectolitri.
În producția de bere era folosită apa provenită din trei surse: doua izvoare captate, Stâna și Glodul, precum și pârâul Azuga.
Firma avea 170 de angajați în 2009.

## Încetarea producției
În iunie 2009, acționarii companiei au decis încetarea activității principale, respectiv fabricarea berii, și înlocuirea acesteia cu închirierea și subînchirierea de imobile
Ursus Breweries a relansat brandul de bere Azuga. Noua bere Azuga este produsă artizanal la o microberărie din Germania, după o rețetă nouă, de bere nepasteurizată, în stilul Märzen.
Cifra de afaceri:
- 2008: 28,5 milioane lei[7]
- 2005: 20,6 milioane lei[8]
- 2004: 24,6 milioane lei[8]

Venit net în 2008: -9,6 milioane lei (pierdere)

## Istoric
- 1870 - construcția Fabricii Azuga pe actualul teren, ce aparținea moșiei regale
- 1936 - terenul de 33.000 m² devine, prin cumpărare, proprietatea fabricii.
- 1900 - Fabrica devine societate anonimă română pe acțiuni.
- 1916 - Fabrica este devastată în urma primului Război Mondial.
- 1927 - Fabrica de Bere Azuga ocupa al III-lea loc între fabricile de bere din țară, se montează o nouă instalație de fierbere, iar capacitatea crește la 107.217 hl/an. Se pun în funcțiune pivnițele noi de fermentare și depozitare.
- 1973 - se pune în funcțiune o nouă linie de îmbuteliere, cu o capacitate de 12.000 sticle/hl.
- 1975 - se termină lucrările de investiții pentru reutilarea fabricii, care aduc un spor de producție de 20%. Se construiește un siloz de cereale cu toate instalațiile de sortare și curățare a orzului, capacitatea fabricii ajungând la 300.000 hl/an.
- 1977-1978 - încep lucrările de proiectare pentru o fabrică nouă, fapt determinat de calitatea bună a apei și cererea mare de produs.
- 1982 - intra în funcțiune nouă fabrica.
- 1990 - "Întreprinderea de Bere Azuga" se transformă în societate comercială pe acțiuni.
- 1999 - S.C. "BERE AZUGA" S.A. se privatizează, devenind societatea comercială cu capital social integral privat.
- 2002 - SC Bere Azuga SA devine societate cu capital integral privat, capacitatea de producție fiind de 15 000 sticle de 0,5l pe ora, cu pasteurizator flash.
- 2003-2005 - SC Bere Azuga SA a realizat ca obiective importante de investiții modernizarea centralei termice, prin achiziționarea unui cazan de produs aburi al firmei Viessmann din Germania.
- 26 iulie 2008 - Compania Bere Azuga a semnat contractul de franciză exclusivă pentru România cu producătorul german König Ludwig International pentru producția mărcilor Kaltenberg Pils și Kaltenberg Royal Lager, pentru o perioadă de zece ani.[9]
- 2009 - Omul de afaceri Valeriu Moraru a vândut 71% din acțiunile SC Bere Azuga SA către Ursus Breweries, subsidiara din România a producătorului americano-sud african SABMiller.[10]